# Лисиенко, Владимир Георгиевич
Владимир Георгиевич Лисиенко (7 ноября 1933, с. Новобахмутовка — 2 января 2025, Екатеринбург) — советский и российский инженер-металлург, учёный и педагог, доктор технических наук (1972), профессор (1974), почётный профессор УГТУ (2000). Заслуженный деятель науки и техники РСФСР (1991), лауреат Премии Правительства Российской Федерации в области науки и техники (1999).

## Биография
Родился 7 января 1933 года в селе Новобахмутовка.
С 1951 по 1956 годы обучался на металлургическом факультете Уральского политехнического института, по окончании которого с отличием получил специализацию инженер-металлург.
С 1956 года начал свою научную и педагогическую деятельность на металлургическом факультете Уральского политехнического института: с 1956 по 1959 годы — младший научный сотрудник, с 1959 по 1962 годы — аспирант, с 1962 по 1974 годы — доцент, одновременно с 1965 по 1969 годы — заместитель декана металлургического факультета, с 1974 по 1982 годы — профессор этого факультета. С 1979 по 1988 годы в течение девяти лет, В. Г. Лисиенко являлся — проректором по научной работе Уральского политехнического института и одновременно с 1982 по 2012 годы в течение тридцати лет, В. Г. Лисиенко был — заведующим кафедрой автоматики и управления в технических системах радиотехнического факультета. В. Г. Лисиенко был организатором и долгие годы являлся идейным вдохновителем Уральской научной школы в области совершенствования и управления энерготехнологических высокотемпературных процессов, основанных на интегрированном энерго-экологическом анализе, математическом моделировании, интеллектуальных датчиков и экспертных систем.
В 1962 году В. Г. Лисиенко защитил диссертацию на соискание учёной степени — кандидат технических наук по теме: «Исследование элементов конструкций форсунок высокого давления для мартеновских печей», в 1972 году защитил диссертацию на соискание учёной степени — доктор технических наук по теме: «Исследование светящегося факела и процессов теплообмена в условиях высокотемпературных металлургических печей». В 1974 году В. Г. Лисиенко было присвоено учёное звание — профессора, в 2000 году присвоено почётное звание — почётный профессор УГТУ.
Помимо основной деятельности В. Г. Лисиенко занимался и общественно-политической работой: был главным редактором журнала «Промышленные печи и трубы» и членом редколлегий журналов «Энергоанализ и энергосбережение» и «Известия вузов и энергетических объединений СНГ», член Научно-технического комитета УГТУ, с 1982 по 1985 годы избирался депутатом Кировского районного Совета депутатов города Свердловска. С 1980 по 1990 годы — член экспертного Совета Высшей аттестационной комиссии, председатель докторского (1980—1990) и кандидатского (1984—2008) диссертационных Советов.
В. Г. Лисиенко был участником многочисленных международных конференций и конгрессов в различных странах мира, с 1994 года является президентом Уральского отделения, действительным членом и вице-президентом Академии инженерных наук имени А. М. Прохорова. С 1999 года был назначен на должность — научного руководителя Института проблем энергосбережения и автоматики Уральского государственного технического университета. В. Г. Лисиенко был автором свыше тысячи двести научных трудов, в том числе сорока монографий и около ста двух свидетельств и патентов на изобретения. В. Г. Лисиенко было подготовлено пять докторов и около сорока кандидатов наук.
В 1991 году Указом Президента Российской Федерации «за заслуги в научной деятельности» Владимир Георгиевич Лисиенко был удостоен почётного звания — Заслуженный деятель науки и техники РСФСР.
17 марта 1999 года Постановлением Правительства Российской Федерации «за работу: Внедрение комплексных мероприятий экологической защиты в сопряжённой системе металлургический завод — город в условиях поэтапной модернизации предприятия» Владимир Георгиевич Лисиенко был удостоен Премии Правительства Российской Федерации в области науки и техники.
Умер 2 января 2025 года в возрасте 91 года, похоронен на Широкореченском кладбище.

## Награды
- Орден Почёта (2003 — «За достигнутые трудовые успехи и многолетнюю плодотворную работу»[5])
- Орден «Знак Почёта» (1985)

### Звания
- Заслуженный деятель науки и техники РСФСР (1991[2])

## Премии
- Премия Правительства Российской Федерации в области науки и техники (1998[3])